# Domingo Valencia
Domingo Valencia Rosario (23 maggio 1966) è un ex giocatore di calcio a 5 spagnolo.

## Carriera
Schierato come ultimo, come massimo riconoscimento in carriera vanta la partecipazione, con la Nazionale di calcio a 5 della Spagna, al FIFA Futsal World Championship 1989 dove le furie rosse sono state eliminate al primo turno nel girone comprendente Brasile, Ungheria e Arabia Saudita.